# روجر أو. إيغيبرج
روجر أو. إيغيبرج (بالإنجليزية: Roger O. Egeberg)‏ هو طبيب أمريكي، ولد في 13 نوفمبر 1902 في شيكاغو في الولايات المتحدة، وتوفي في 13 سبتمبر 1997 في واشنطن العاصمة في الولايات المتحدة.